# Tisserin à tête olive
Ploceus olivaceiceps
Espèce
Statut de conservation UICN

 NT  : Quasi menacé
Le Tisserin à tête olive (Ploceus olivaceiceps) est une espèce de passereau appartenant à la famille des Ploceidae.

## Répartition et habitat
On le trouve au Malawi, en Zambie, en Tanzanie et en Mozambique. Il est associé aux zones boisées de Brachystegia où le lichen Usnea est abondant.

## Reproduction
C'est une espèce monogame et les couples restent ensemble l'année entière. Les nids sont faits exclusivement de lichen Usnea. La femelle y pond 2 à 3 œufs entre août et octobre.